# Гомельский трамвай
Гомельский трамвай — это совокупность нереализованных проектов организации трамвайного движения в Гомеле.

## История

### Период Российской империи
Усиленное развитие промышленности и железнодорожного сообщения в конце XIX начале XX века привело к значительному росту населения Гомеля. С 1897 года до Первой мировой войны город увеличился почти в три раза. Городской транспорт был представлен конными экипажами и омнибусами. Чтобы улучшить транспортную ситуацию, руководство Гомеля задумалось о строительстве трамвайной сети.
Одно из самых ранних упоминаний о планах организации трамвайного движения в городе зафиксировано в брошюре «Гомель. Его прошлое и настоящее. 1142—1900 г.» Льва Алексеевича Виноградова: «Съ 1901 г. главныя улицы предпологается даже освѣщать электричеством и покрыть сѣтью лiний электрическаго трамвая; правительством уже разрѣшено заключить контрактъ на это предпрiятie съ кiевскимъ капитолистомъ Б.»
Непосредственно проектные разработки по строительству трамвайной сети в Гомеле относятся к 1910-м гг. Осенью 1913 года на заседании Городской думы прошло обсуждение строительства и схемы трамвайного движения. 20 октября протокол заседания был направлен в Санкт-Петербург, где разработкой проекта занялась «Всеобщая компания электричества». В начале 1914 года Городская дума получила чертежи необходимой инженерной инфраструктуры, два варианта трассировки и пояснения к ним.
Реализации проекта помешали Первая мировая война и последовавшие за ней революционные и военные события на территориях распавшейся Российской империи.

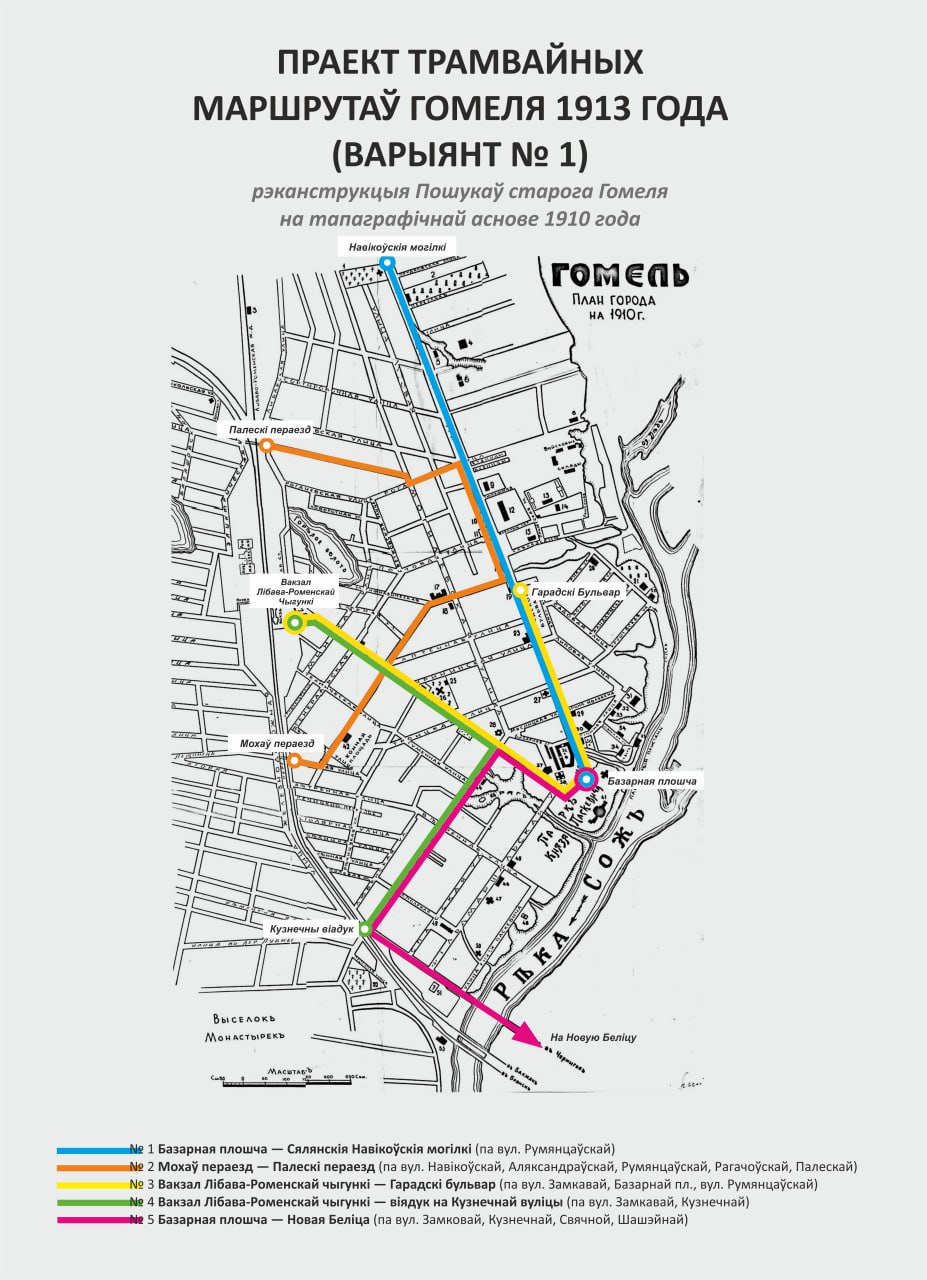
Первый вариант проекта трамвайной сети в Гомеле. 1913 г. Реконструкция краеведческого сообщества "Пошукі старога Гомеля"
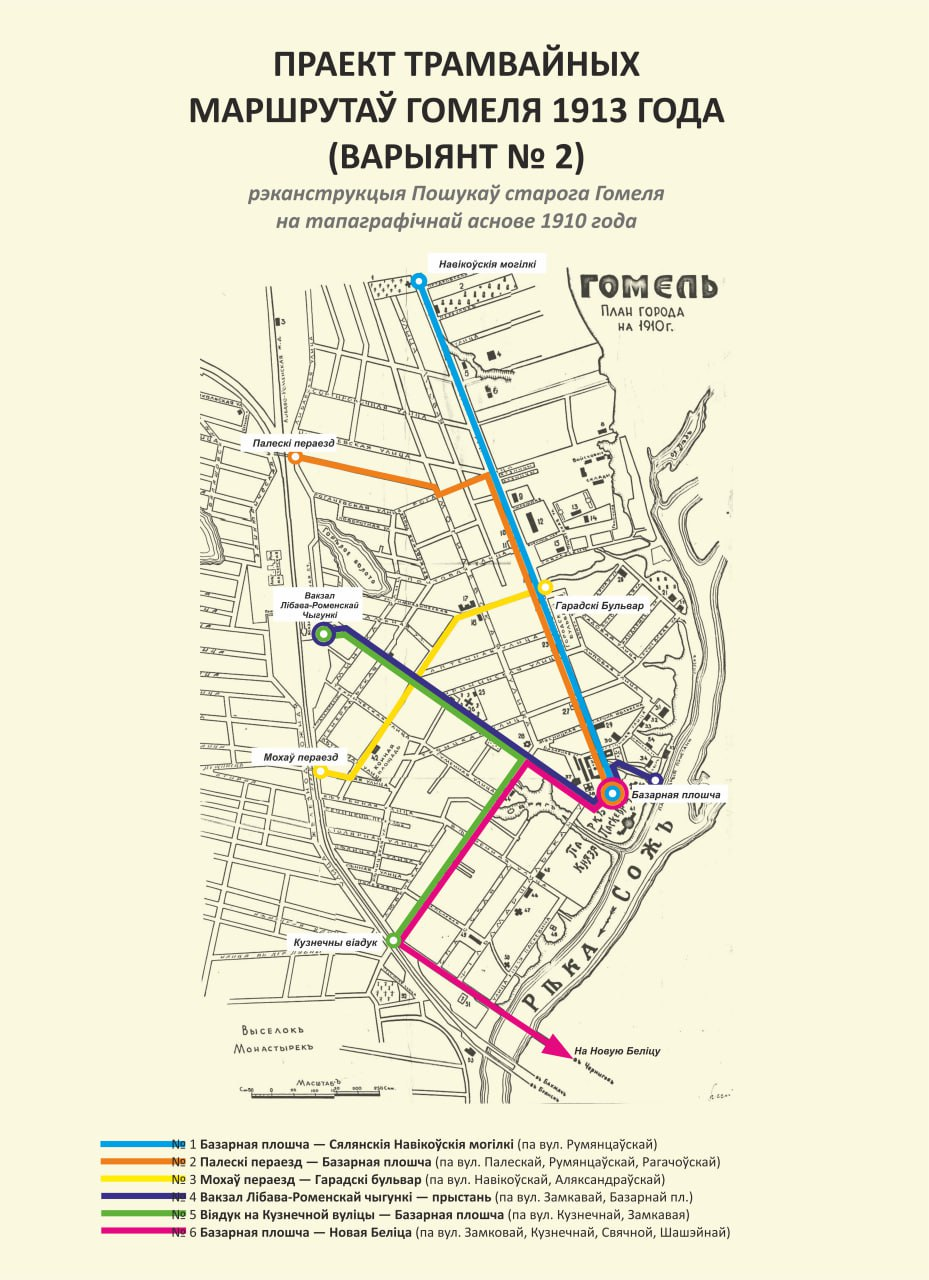
Второй вариант проекта трамвайной сети в Гомеле. 1913 г. Реконструкция краеведческого сообщества "Пошукі старога Гомеля"

## Межвоенный период БССР

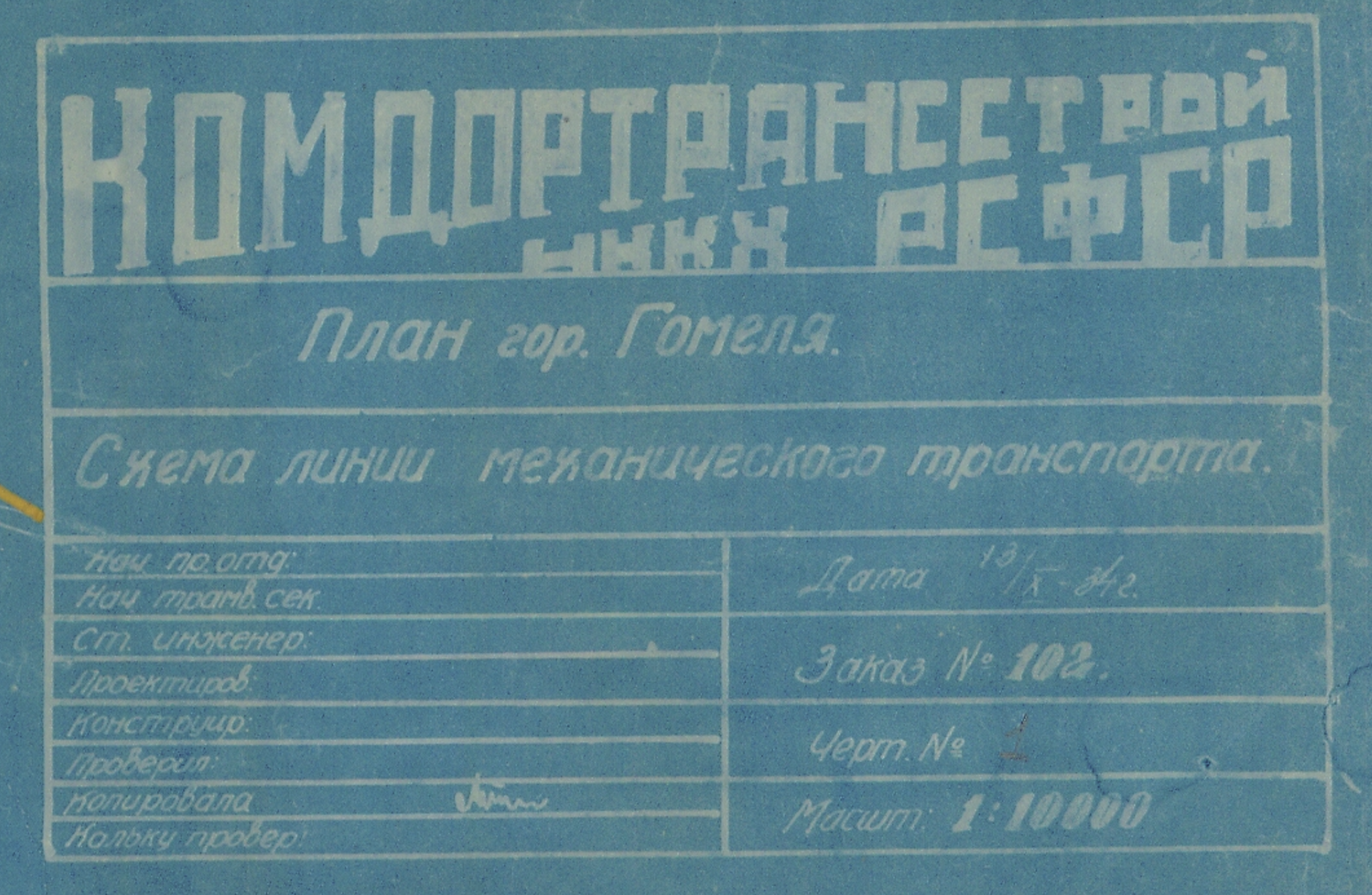
Схема линий механического транспорта Гомеля, "Комдортрансстрой", 1934 г.

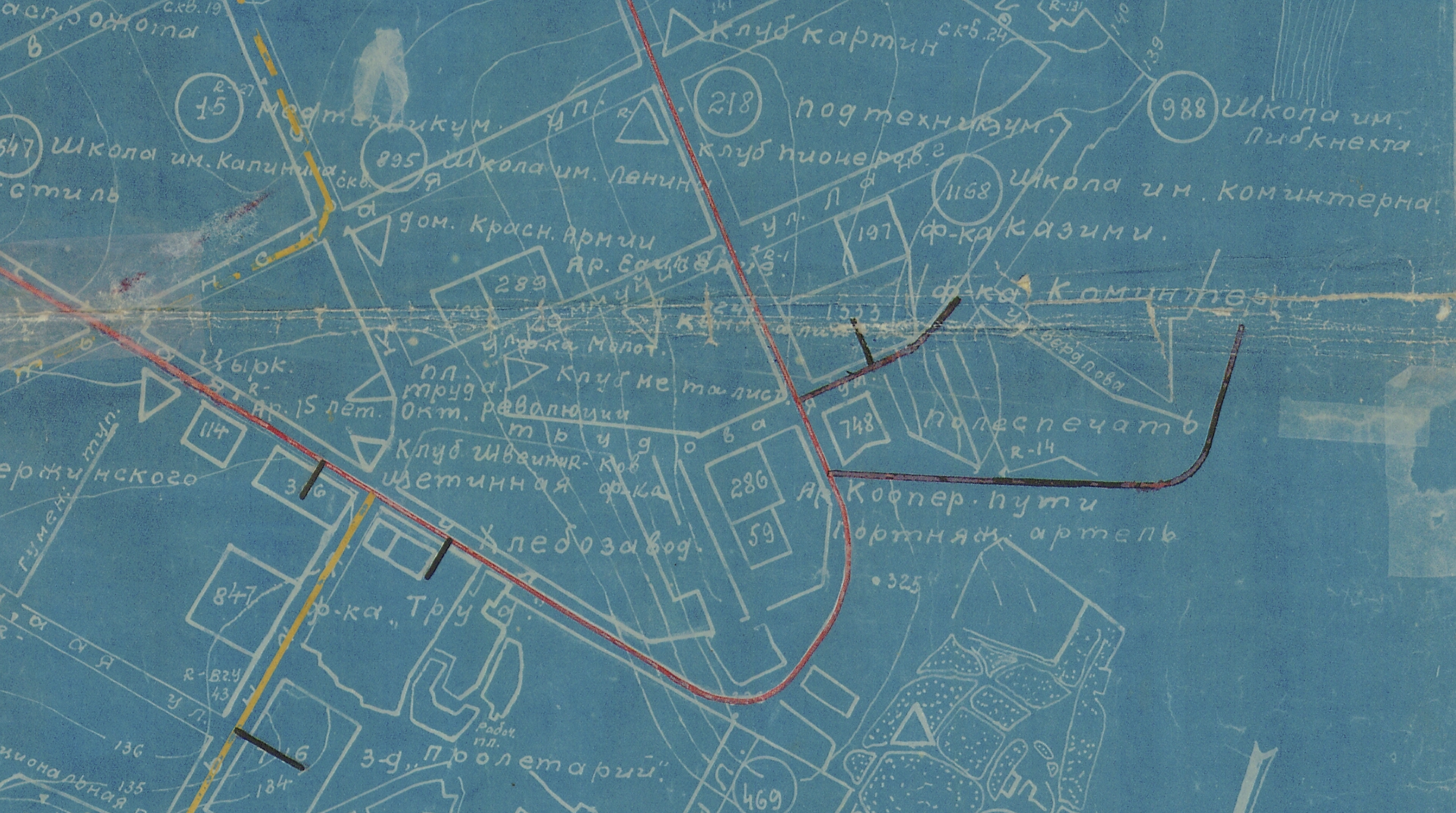
Схема линий механического транспорта Гомеля, "Комдортрансстрой", 1934 г. Красная и жёлтая линии - трамвайные маршруты. Чёрные отрезки - ответвления трамвайных путей к промышленным объектам.

Активное промышленное и гражданское строительство в Межвоенный период вкупе с ростом численности населения города вновь поставило вопрос эффективности городского транспорта.
В 1934 году в «Комдортрансе» (Москва) для Гомеля была разработана система пассажирско-грузового трамвая. Так как в городе наблюдалась нехватка железнодорожного покрытия, для транспортировки продукции предлагалось подвести трамвайные пути к наиболее значимым промышленным объектам. Линии пассажирских маршрутов не имели существенных отличий от тех, что планировались до Революции.
До войны в Гомеле проживало около 140 тыс. жителей, в городе действовало две автобусных линии и две линии водного транспорта. 86 % всех городских пассажирских перевозок на 1938 год приходилось между Гомелем и Новобелицей.
В схеме 1940 года, разработанной московским «Гипродор»-ом, отказались от грузовой функции трамвайных путей, был запланирован Полесский путепровод, который позволил бы трамваям пересекать железнодорожные пути, трамвайное депо планировалось разместить в районе центрального рынка.
Реализации проектов помешала Великая Отечественная война.

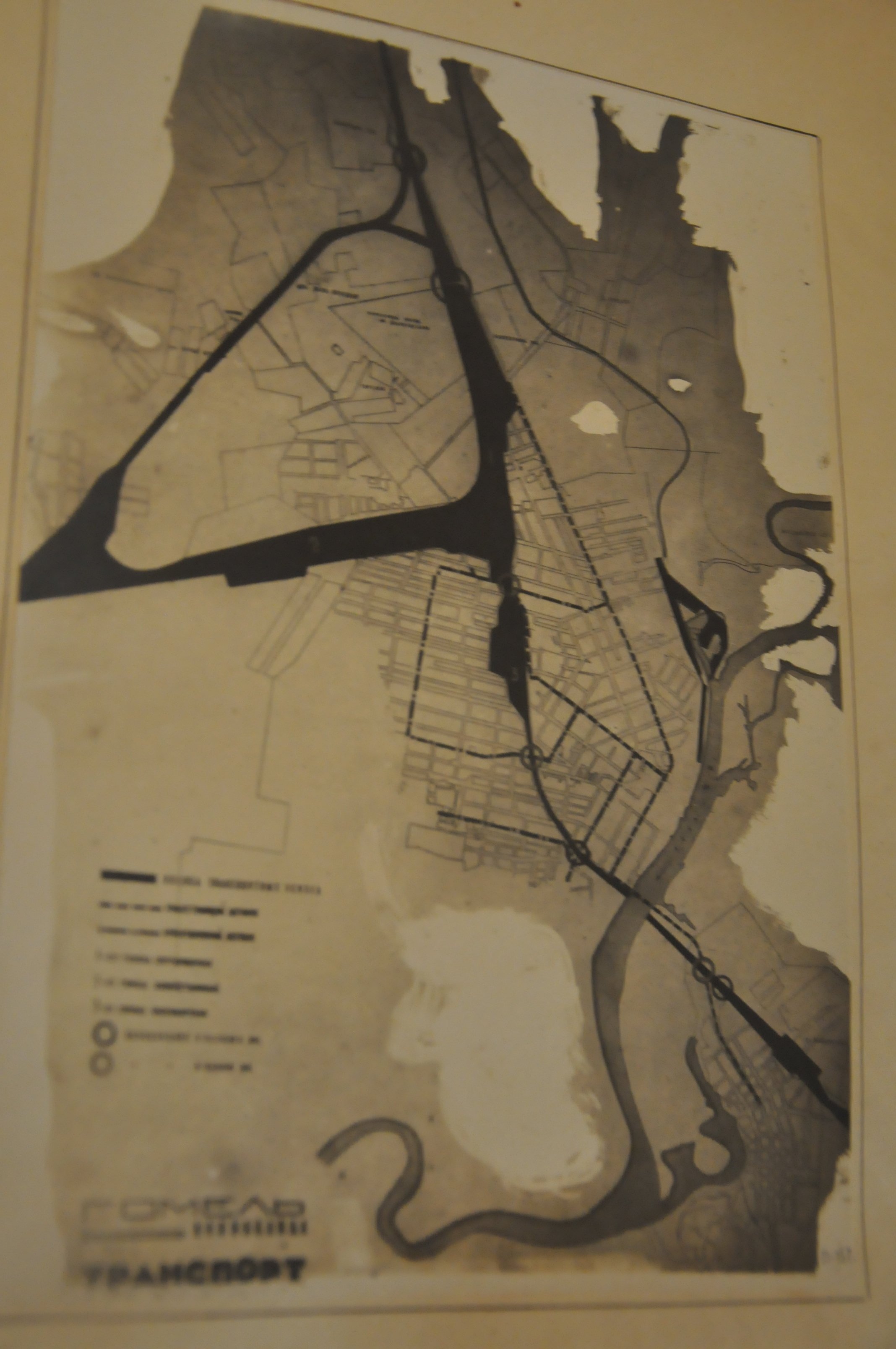
Генеральный план Гомеля, 1935 г. Транспортная схема
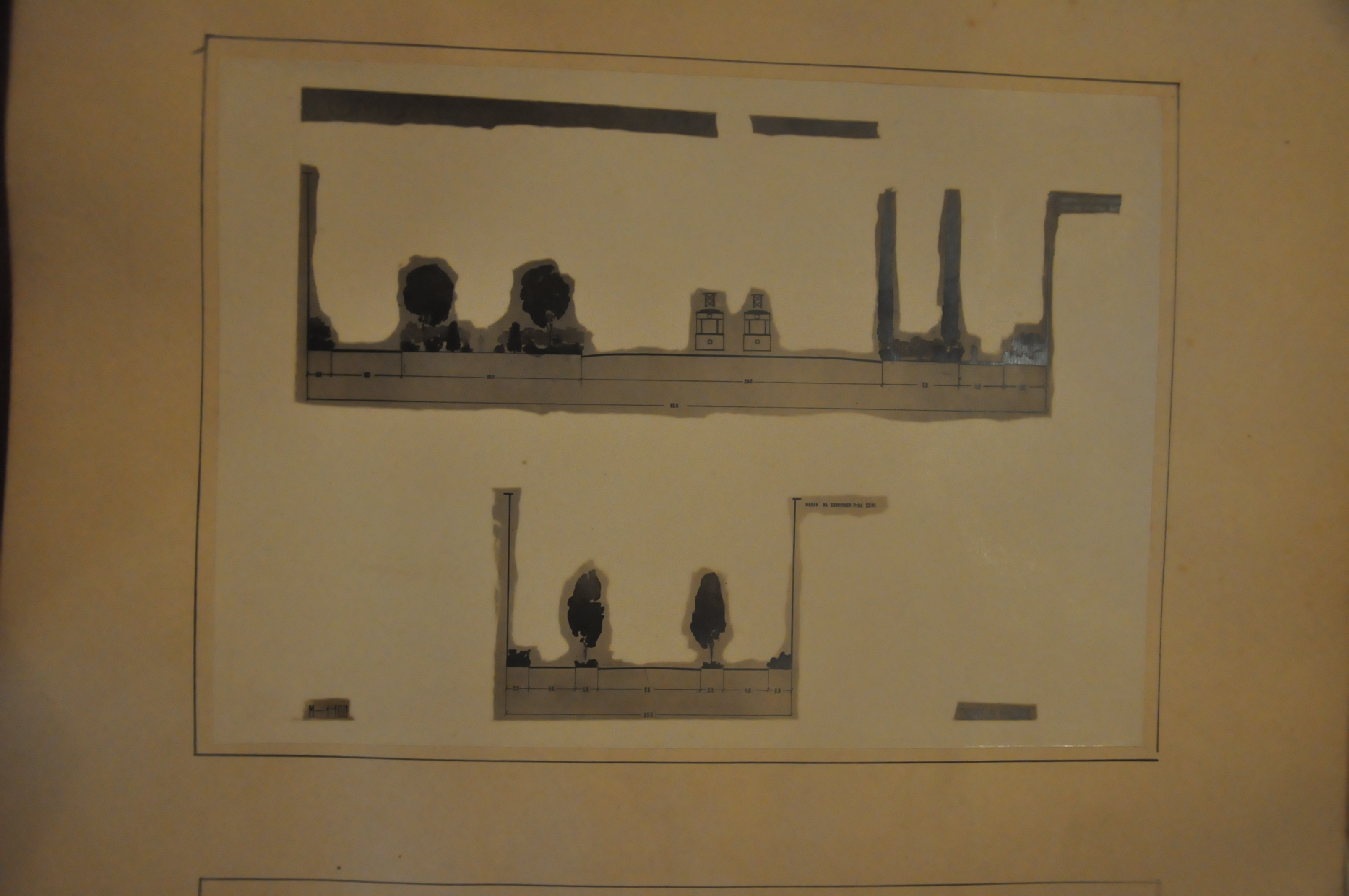
Генеральный план Гомеля, 1935 г. Городская улица с трамвайным движением в разрезе
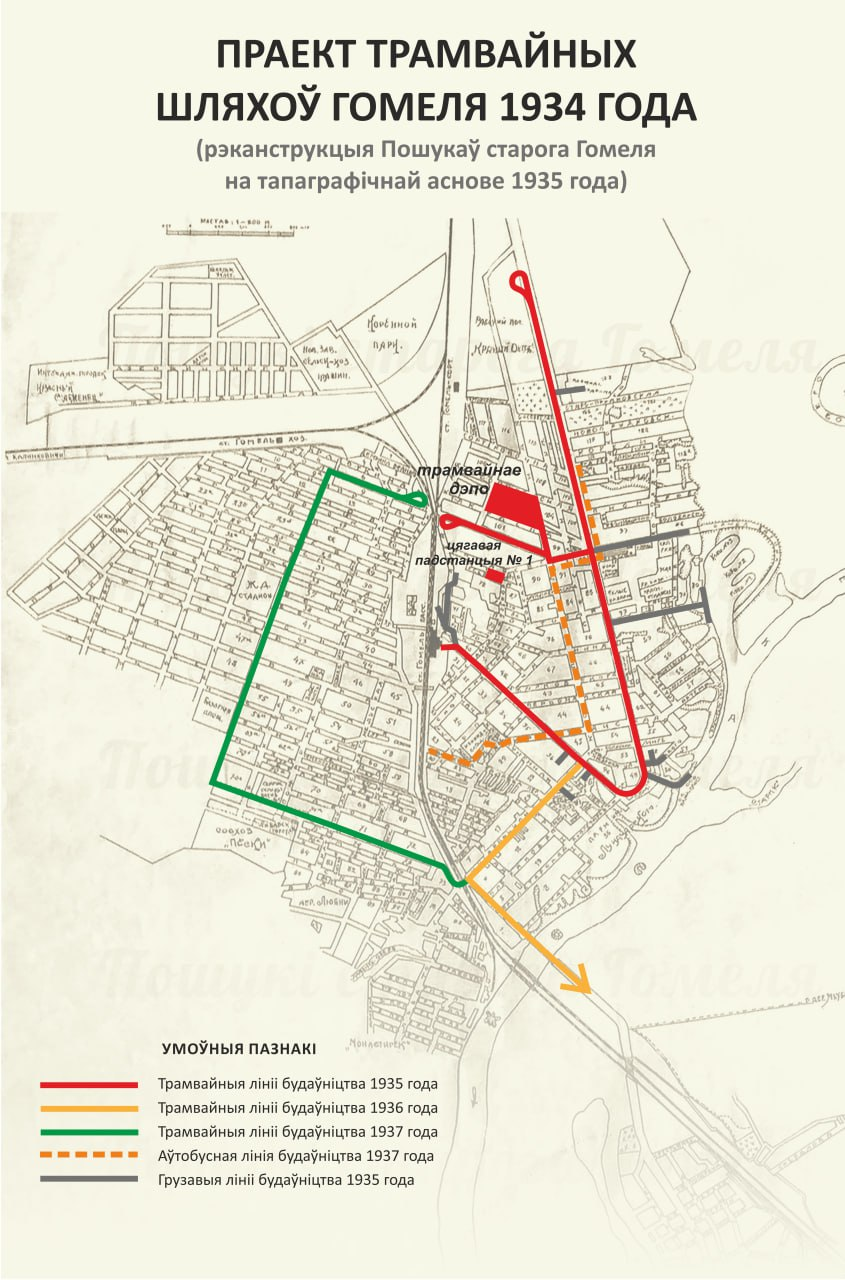
Проект 1934 г. пассажирско-грузовой трамвайной сети в Гомеле. Реконструкция краеведческого сообщества "Пошукі старога Гомеля"
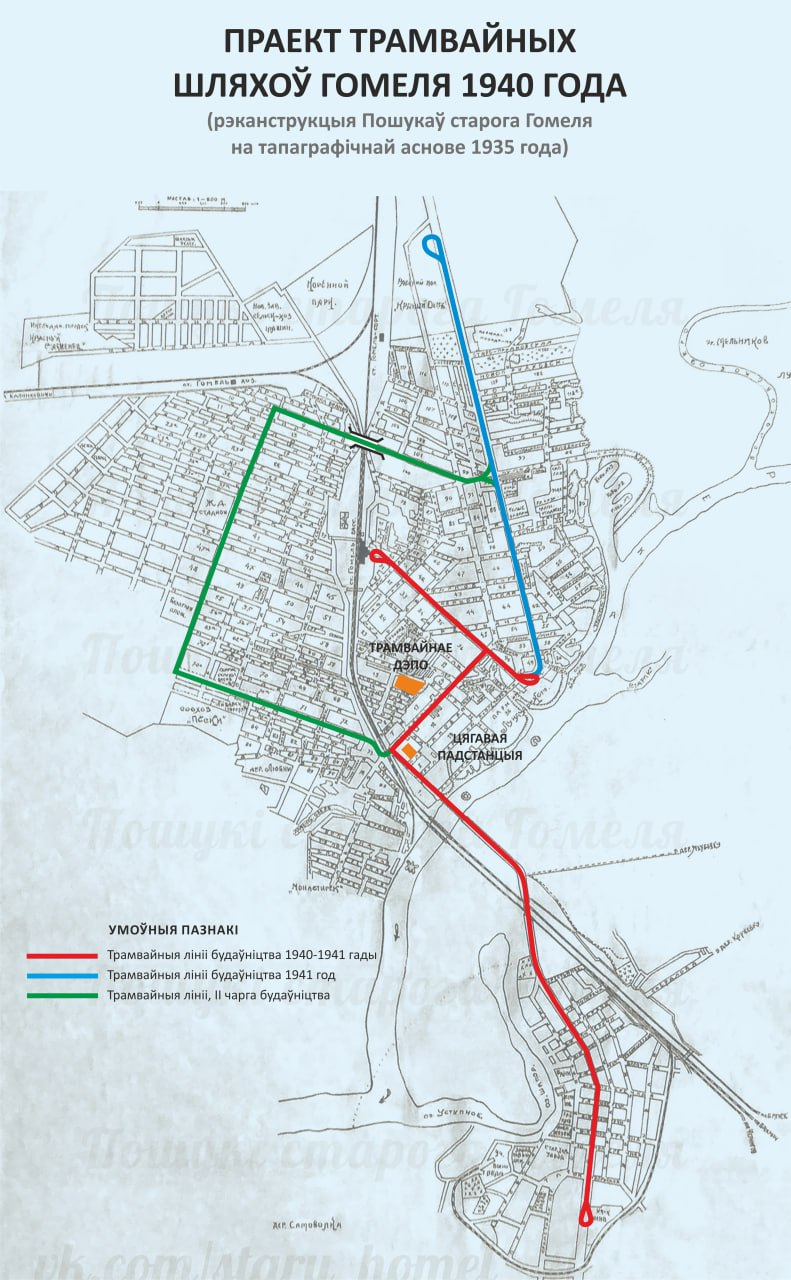
Проект трамвайной сети в Гомеле 1940 г. Реконструкция краеведческого сообщества "Пошукі старога Гомеля"

## Послевоенный период БССР

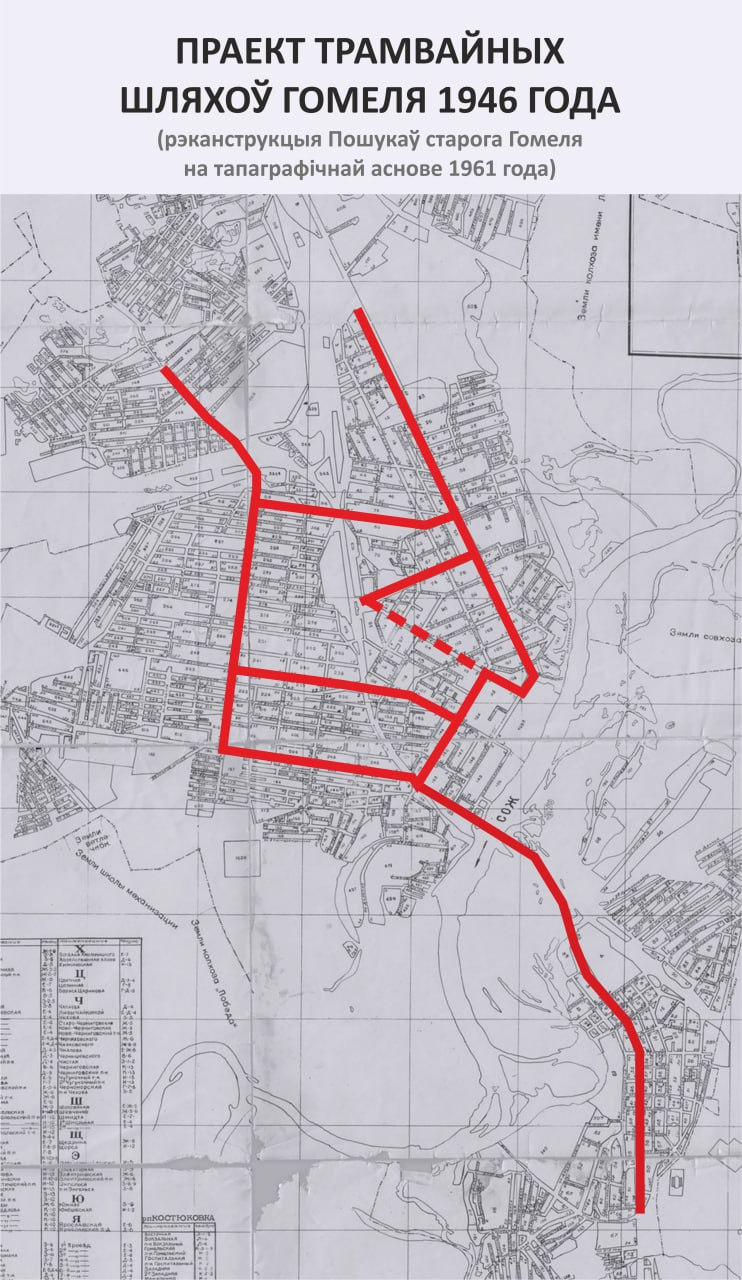
Проект трамвайной сети в Гомеле 1946 г. Реконструкция краеведческого сообщества «Пошукі старога Гомеля»

Вновь к идее строительства трамвайной сети в Гомеле вернулись в ходе восстановления города после войны.
Согласно проекту, реальная длина сети должна была составлять 14 км, перспективная — 30,5 км. Трамвайные маршруты планировались для связи правобережья города с Новобелицей, а также жилых и промышленных районов в западной и северо-западной частях Гомеля. Согласно расчётам, на долю трамвая в городских пассажирских перевозках отводилось 75 %. Трамвайное депо площадью 1,5 га планировалось разместить в северной части Центрального района Гомеля.
Тем не менее, часть местной партийной бюрократии выступала против строительства трамвайной сети, ссылаясь на шум, создаваемый трамваями, и отдавала предпочтение автобусам и троллейбусам. Из протокола расширенного заседания Гомельского горисполкома от 26 августа 1946 года:
«Антонов (секретарь горкома КП(б)Б): трамвай в городе будет проходить по улицам Советской, Комсомольской, Интернациональной, им. Буденного, Батарейной. Трамвай создает шум в городе на самых главных улицах. Горком КП(б)Б против строительства трамвая в городе Гомеле и рекомендует автобус, а возможно и троллейбус.»

## Документальные свидетельства
Документальные свидетельства послевоенного плана строительства трамвайной сети в Гомеле располагаются в Белорусском государственном архиве научно-технической документации. Номер дела: «348 — Гомельская область. г. Гомель. Пояснительная записка к генеральному плану. Облпроект г. Гомель. 1946».

Сканы пояснительной записки к генплану Гомеля 1946 года, касающиеся транспортного развития города
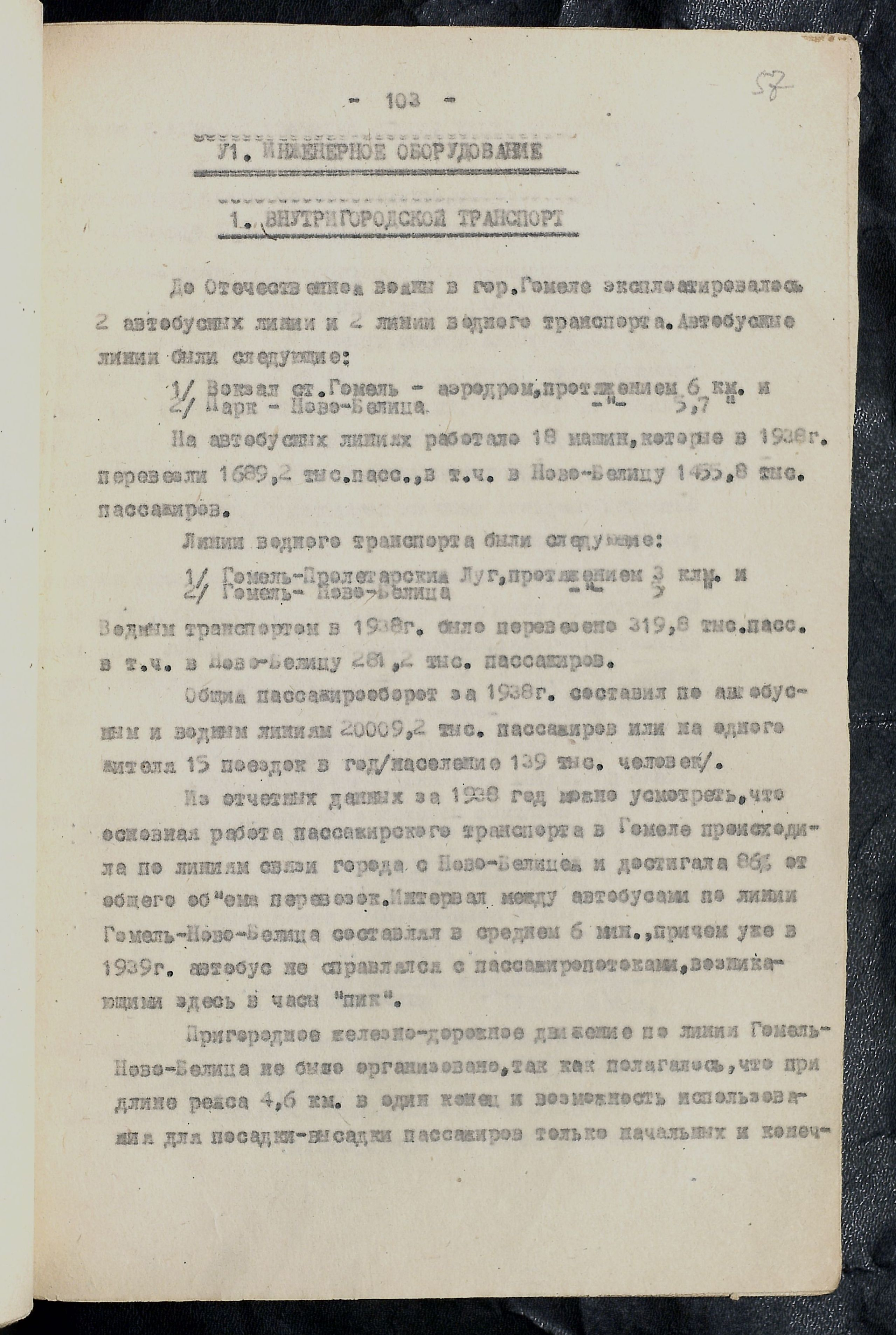
БГАНТД 3_4_348_057
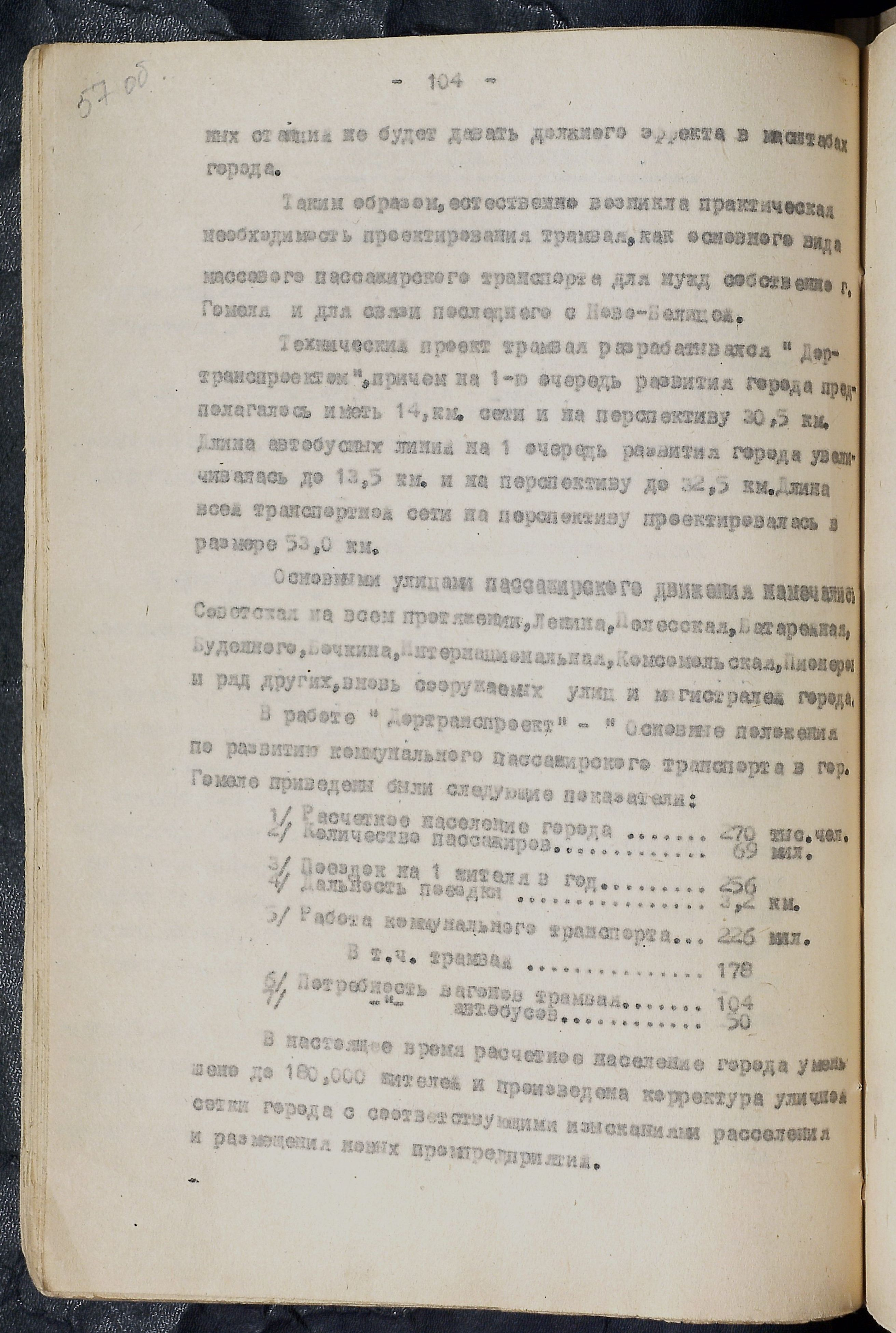
БГАНТД 3_4_348_057b
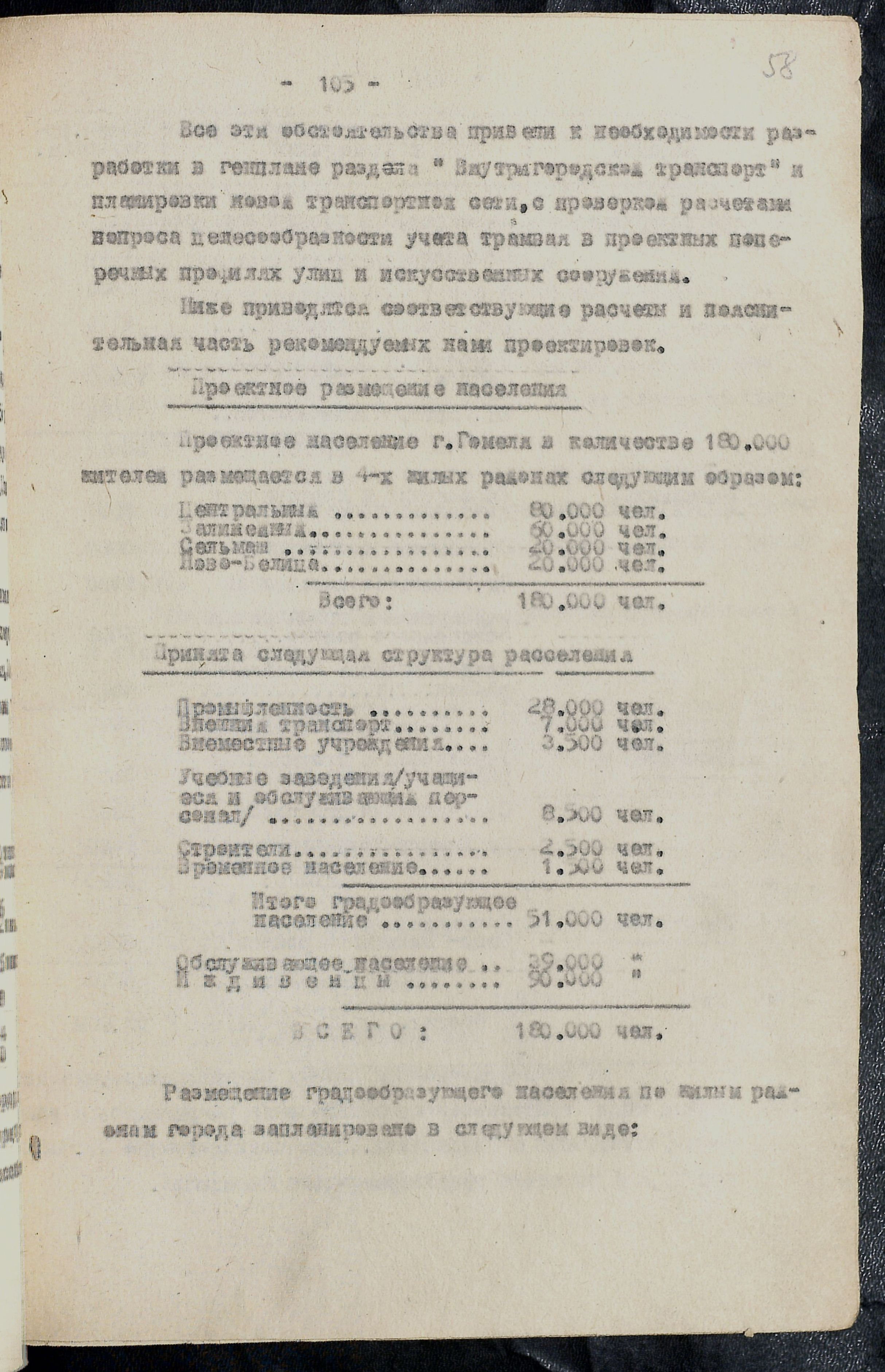
БГАНТД 3_4_348_058
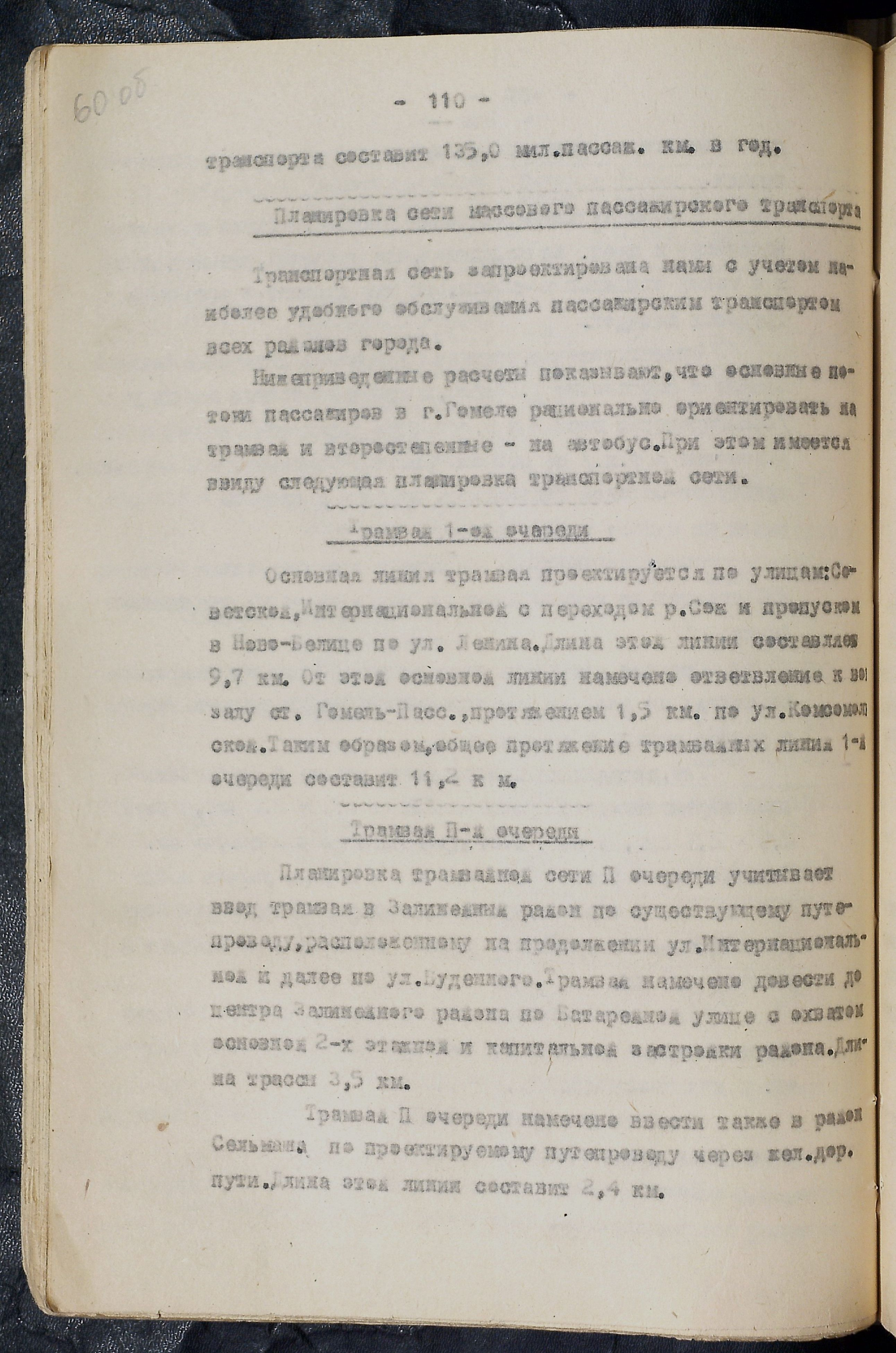
БГАНТД 3_4_348_060b
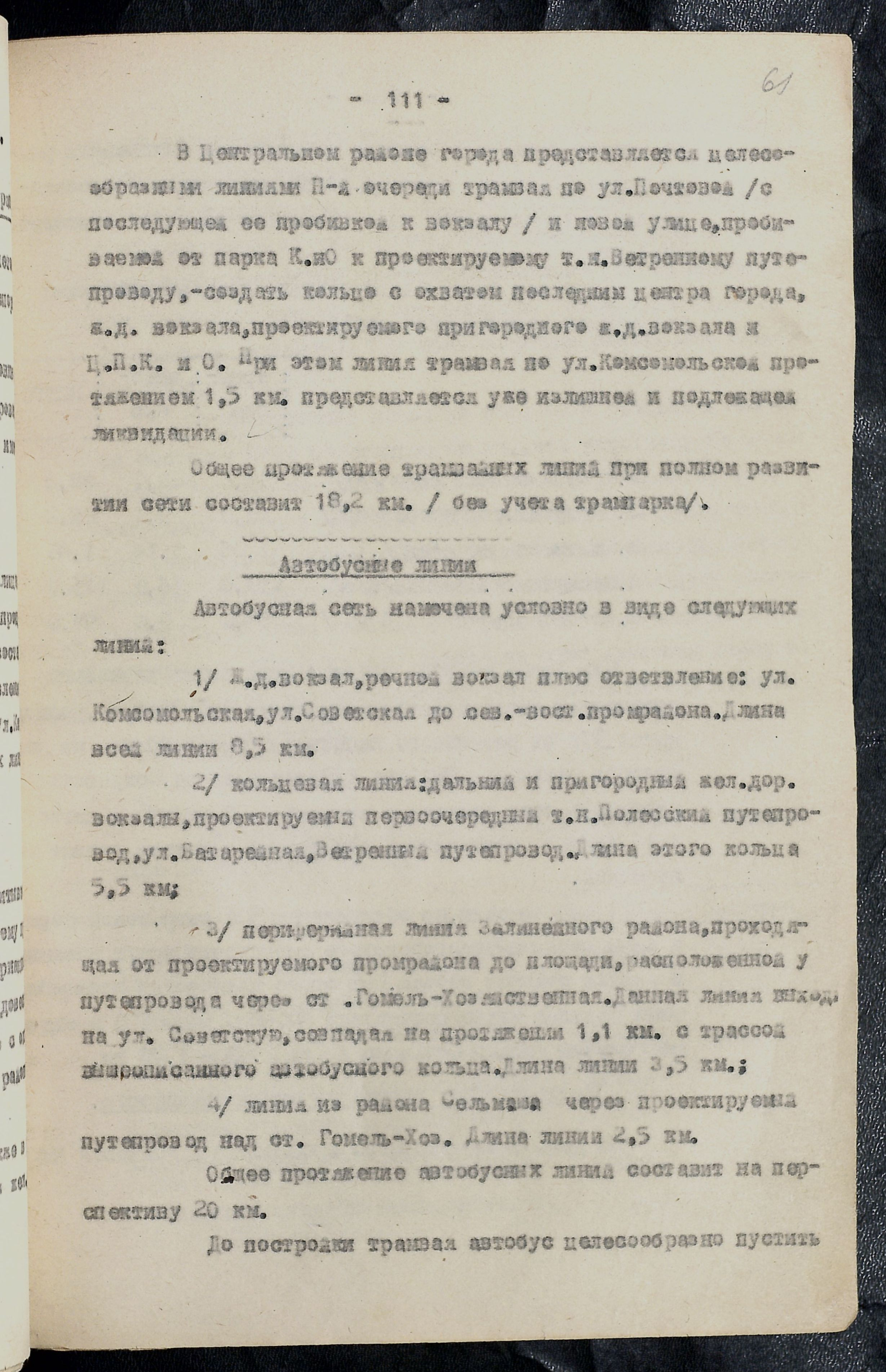
БГАНТД 3_4_348_061
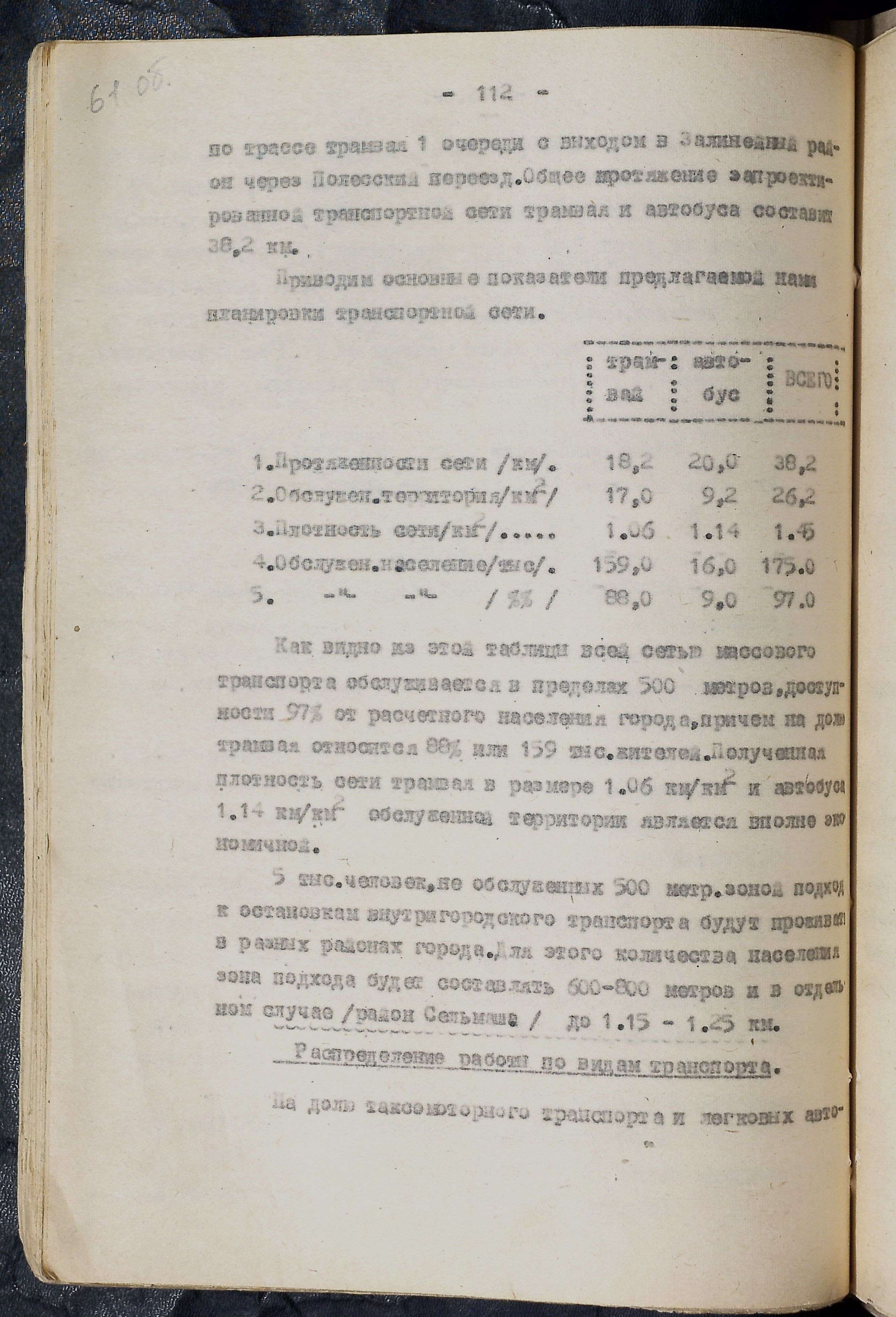
БГАНТД 3_4_348_061b
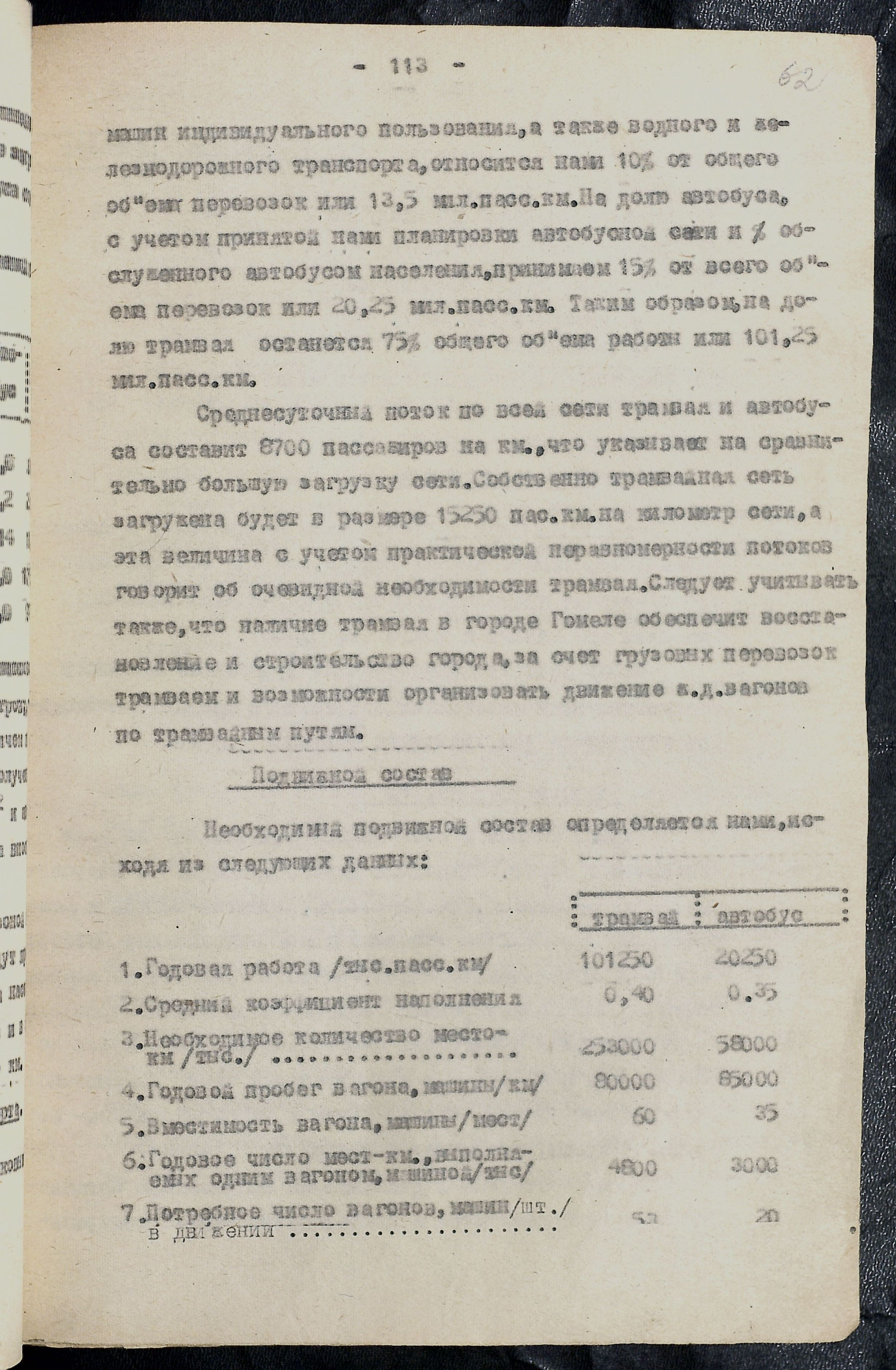
БГАНТД 3_4_348_062
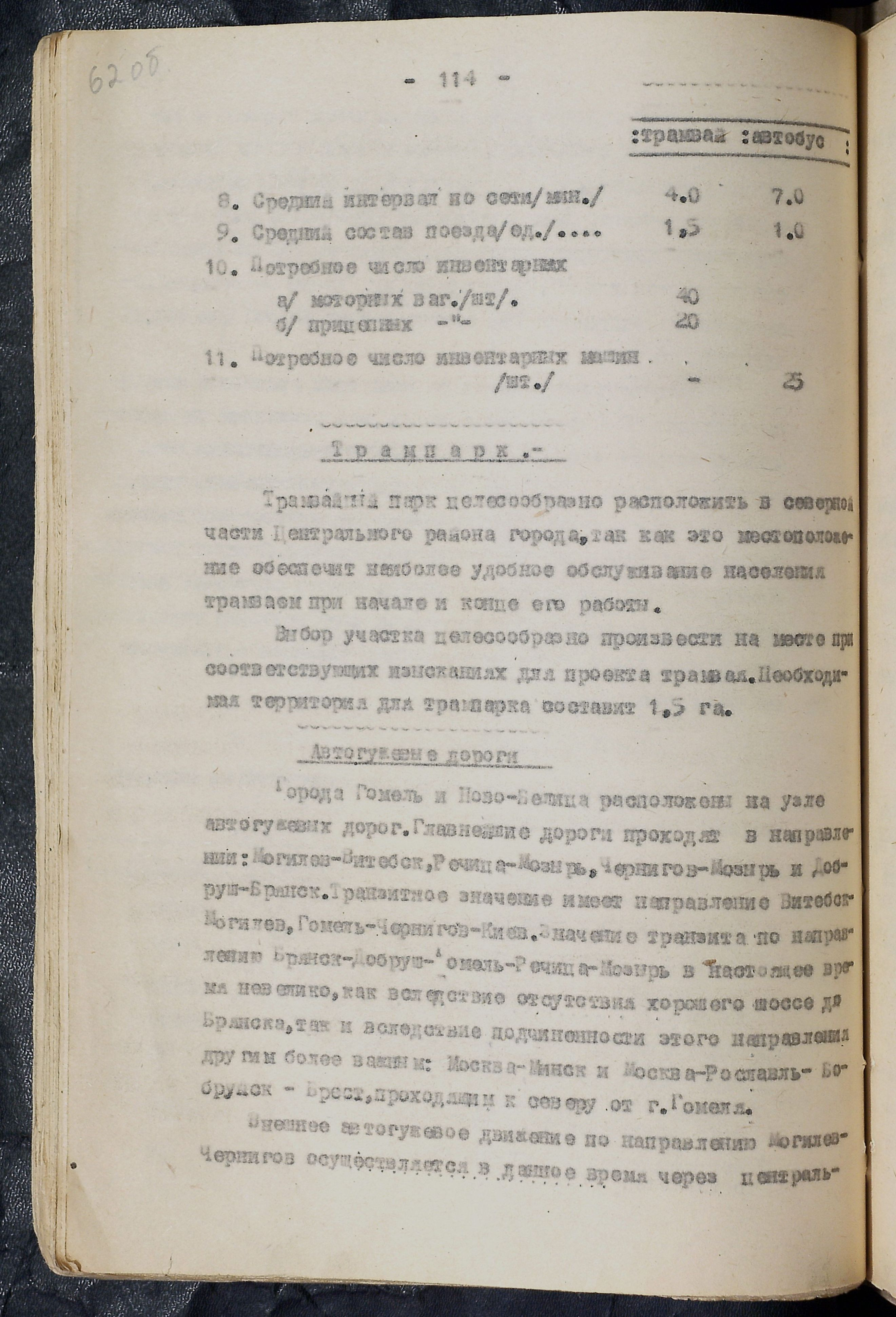
БГАНТД 3_4_348_062b